# Idioma mixteco en California
El mixteco en California es hablado principalmente por los inmigrantes mexicanos provenientes de comunidades indígenas de La Mixteca, Oaxaca. En la actualidad, el mixteco es el idioma indígena más hablado del estado y el que más está presente en su agricultura. Se estima que hay 150 000 indígenas mixtecos en California.
El Estudio de Trabajadores Agrícolas Indígenas de California (IFS) estima en base a la Encuesta a Comunidades Indígenas en California (ICS) que, tan solo en las localidades rurales del estado, viven cerca de 165 mil mexicanos hablantes de alguna lengua indígena proveniente de los estados de Oaxaca (zapoteco, mixteco, mazateco, mixe, triqui), Guerrero (náhuatl, mixteco, tlapaneco, amuzgo), Puebla (náhuatl, totonaco) y Michoacán (purépecha, náhuatl), principalmente. Sin embargo, no se especifica la cantidad de hablantes de cada idioma y tampoco se incluye a la población hablante en zonas urbanas.

## Enseñanza del idioma
La Universidad Estatal de San Diego ofrece clases de lengua mixteca impartidas por Angelina Trujillo, una intérprete de mixteco para el estado de California. Gracias al INEA, el IME, el Consulado General de México en Los Ángeles y el MICOP, se ha desarrollado un programa de alfabetización trilingüe para los campesinos mixtecos del estado. El proceso de alfabetización se centra en aprender primero mixteco, luego español y, por último, inglés. La organización Comunidades Indígenas en liderazgo (CIELO) enseña mixteco en Los Ángeles.

## Uso del idioma
En California hay un programa radiofónico, La hora mixteca, conducido por Filemón López, que transmite en mixteco y español todos los domingos. En La hora mixteca se transmite música folclórica, como las chilenas mixtecas, y cuenta con señales directo con Baja California, Guerrero y Oaxaca, proporcionando a los mixtecos de Estados Unidos la posibilidad de contactar a sus familiares en México.
En Oxnard, California, hay alrededor de 20 000 indígenas mixtecos, de los cuales el 80% no habla ni español ni inglés, solo el idioma mixteco. Actualmente, hay 41 intérpretes del mixteco en el condado de Ventura, los cuales han sido entrenados por Proyecto Mixteco, una organización que se enfoca en mejorar la calidad de vida de los indígenas. Entre los intérpretes, Elvia Vásquez ha sido reconocida como la mejor de la zona.
El 40% de los hablantes de idiomas indígenas de México en California continúa la tradición de solo hablar su idioma, mientras que el 60% habla español o una mezcla de español y su idioma indígena. Mientras que en México el 70% de los padres hablan el idioma indígena con sus hijos, en California lo hacen el 35%, ya que existe una mayor presión del español y/o del inglés entre los jóvenes en Estados Unidos. Sin embargo, el número de hablantes de mixteco sigue aumentando, hecho que lleva a cada vez una mayor demanda de intérpretes del idioma mixteco en el estado.
Existe un proyecto para crear un Oaxacatown, un pueblo para los indígenas en Los Ángeles, dirigido por jóvenes como Luis Antonio López Reséndiz mediante el Frente Indígena Oaxaqueño Binacional (FIOB), una organización que se encarga de asegurarse de que se cumplan los derechos humanos para los indígenas tanto en México como en Estados Unidos. Miguel Villegas, el vicecoordinador estatal, es un cantante de rap en mixteco, español e inglés.
Los miembros de la comunidad mixteca en el estado de California emplean el término "mixteco alto" para dar sentido a la variación dialectal local y referirse a la diferencia lingüística. Debido a los estudios sobre el idioma, es identificable la variación sociolingüística entre las variedades mixtecas habladas en la región.